# Aaron Rosenberg
Aaron Rosenberg (* 26. August 1912 in New York City; † 1. September 1979 in Torrance, Kalifornien) war ein US-amerikanischer Filmregisseur und Produzent. 

## Leben
Aaron Rosenberg studierte an der University of Southern California, spielte dort Football und wurde in die College Football Hall of Fame aufgenommen.
Seine Karriere begann er als Co-Produzent Ende der 1940er Jahre. In den 1950er Jahren widmete sich Rosenberg insbesondere der Produktion von Western, häufig mit James Stewart oder Audie Murphy in den Hauptrollen. Zu seinen Produktionen zählen die Werke Die Glenn Miller Story, Die Benny Goodman Story und Meuterei auf der Bounty.
Bei der Oscarverleihung 1963 war Rosenberg für Meuterei auf der Bounty für den Oscar nominiert.
Von 1964 bis 1970 fungierte Rosenberg auch als ausführender Produzent der Fernsehserie Daniel Boone. Die Hauptrolle übernahm Fess Parker.

## Filmografie (Auswahl)
- 1948: Abrechnung in Coroner Creek (Coroner Creek)
- 1949: Kokain (Johnny Stool Pigeon)
- 1949: Die Geschichte der Molly X (The Story of Molly X)
- 1950: Winchester ’73
- 1950: Ins Leben entlassen (Outside the Wall)
- 1951: Der große Zug nach Santa Fé (Cattle Drive)
- 1951: Ausgezählt (Iron Man)
- 1952: Meuterei am Schlangenfluß (Bend of the River)
- 1952: Sturmfahrt nach Alaska (The World in His Arms)
- 1952: Unternehmen Rote Teufel (Red Ball Express)
- 1953: Die Glenn Miller Story (The Glenn Miller Story)
- 1953: Der Mann vom Alamo (The Man from Alamo)
- 1953: Die Todesbucht von Louisiana (Thunder Bay)
- 1954: Saskatschewan (Saskatchewan)
- 1954: Über den Todespaß (The Far Country)
- 1955: Mit stahlharter Faust (Man Without a Star)
- 1955: Zur Hölle und zurück (To Hell and Back)
- 1956: Die Benny Goodman Story (The Benny Goodman Story)
- 1956: Ritt in den Tod (Walk the Proud Land)
- 1957: Wem die Sterne leuchten (Four Girls in Town)
- 1957: Die Uhr ist abgelaufen (Night Passage)
- 1958: Geraubtes Gold (The Badlanders)
- 1961: Geh nackt in die Welt (Go Naked in the World)
- 1962: Meuterei auf der Bounty (Mutiny on the Bounty)
- 1963: Eine zuviel im Bett (Move Over, Darling)
- 1964: Bezwinger des Todes (Fate is the Hunter)
- 1965: Morituri
- 1965: Bitte nicht stören! (Do Not Disturb)
- 1967: Caprice
- 1967: Der Schnüffler (Tony Rome)
- 1968: Der Detektiv (The Detective)
- 1968: Die Lady in Zement (Lady in Cement)